# Pusté Pole
Pusté Pole (węg. Kriványpusztamező) – wieś (obec) na Słowacji, w kraju preszowskim, powiecie Lubowla. Znajduje się w regionie geograficznym Šariš. Zwarte zabudowania miejscowości rozłożone są na równinie przy ujściu Pustopoľskiego potoku do Hradlovej. Wieś powstała w 1956 roku w rezultacie wyodrębnienia przysiółku Pusté Pole z obszaru katastralnego wsi Krivany.
We wsi znajduje się stacja kolejowa przystanek kolejowy.